# Kolya (cráter)

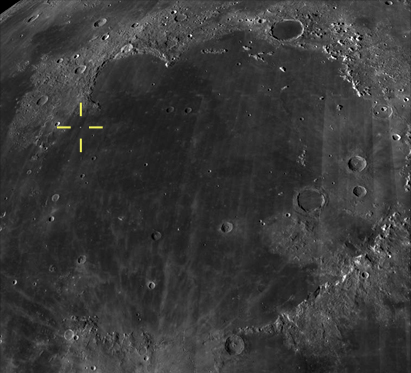
Kolya es uno de los doce cráteres lunares localizados en el noroeste del Mare Imbrium

Kolya es un pequeño Cráter de impacto ubicado en la parte noroeste del Mare Imbrium, en el lado noroeste de la cara visible de la Luna. Está ubicado al norte del cráter Borya, más grande, y al este de Leonod y Albert. Los elementos más destacables de la zona son el Promontorium Heraclides (30 km al norte) y el cráter C. Herschel (150 km al sur-sureste) del área explorada por el Lunojod 1.

## Descripción
El cráter lleva el nombre de la forma dimunitiva rusa del nombre masculino griego Nicolás (Nikolai), uno de los doce nombres dados a pequeños cráteres por los que pasó el Lunojod 1. El nombre fue aprobado por la Unión Astronómica Internacional (UAI) el 14 de junio de 2012.
El módulo de aterrizaje soviético Luna 17 cruzó al cráter cerca del centro y se detuvo allí en junio de 1971, antes de ir solo 220 m al noroeste en el mes siguiente y alcanzó los dos últimos cráteres (Albert en agosto y cerca de Leonid en septiembre), cuando se detuvo finalmente. La ubicación y la trayectoria del módulo de aterrizaje fueron determinados por Albert Abdrakhimov el 17 de marzo de 2010, basándose en una imagen tomada por el Lunar Reconnaissance Orbiter.